# 2 Pułk Artylerii Fortecznej (austro-węgierski)

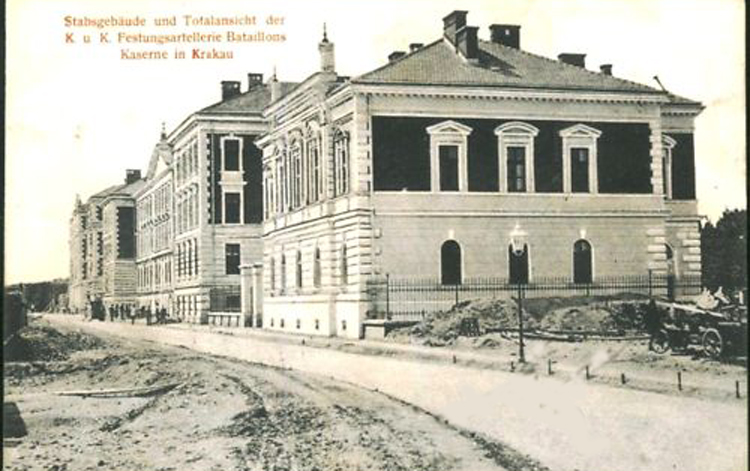
Koszary artylerii fortecznej przy ul. Montelupich

Morawsko-Galicyjski Pułk Artylerii Fortecznej Nr 2 (2 FsAR) – oddział artylerii fortecznej cesarskiej i królewskiej Armii.

## Historia pułku
Pułk Artylerii Fortecznej Nr 2 został sformowany 1 stycznia 1891 roku w wyniku połączenia samodzielnych Batalionów Artylerii Fortecznej Nr 6 i Nr 7. Komenda pułku oraz I i II batalion pułku stacjonował w Krakowie, w koszarach przy ul. Montelupich.
Kolejnymi szefami pułku byli: marszałek polny porucznik Albert von Sponner (od 1891 do śmierci – 8 maja 1907 roku) i tytularny zbrojmistrz polny Eduard Josef Freiherr von Beschi (od 1907 roku do śmierci – 26 kwietnia 1916 roku).
Święto pułku obchodzono 20 lipca, w rocznicę bitwy pod Lissą stoczonej w 1866 roku.
W 1914 roku pułk wchodził w skład 2 Brygady Artylerii Fortecznej, w składzie I Korpusu.

## Żołnierze pułku
Komendanci pułku
- płk Wenzel Holeček (1891 → komendant twierdzy Petrovaradin)
- ppłk / płk Karl Křiwanek (1891–1894 → dyrektor artylerii fortecznej w Przemyślu)
- ppłk / płk Albert Küsswetter (1895–1898 → dyrektor artylerii fortecznej w Krakowie)
- płk Vincenz Kuczera (1898–1900 → stan spoczynku)
- płk Leopold Rollinger von Rollegg (1900–1904 → dyrektor artylerii fortecznej w Krakowie)
- płk Paul von Rehm (1904–1905)
- ppłk / płk Johann Sedlaczek (1905–1909)
- płk Ferdinand Blechinger (1909–1911 → komendant 5 Brygady Artylerii Fortecznej w Cattaro)
- ppłk / płk Johann Smrček (1911–1915[1] → komendant 90 Brygady Artylerii Polowej)

Oficerowie
- kpt. Rudolf Jagielski
- kpt. rez. Ignacy Niepołomski
- kpt. rez. Franciszek Palarczyk
- por. Brunon Absolon
- por. Eugeniusz Kukulski
- por. Maurycy Mansch de Leoney (w latach 1887–1896)
- por. rez. Tadeusz Abłamowicz
- por. rez. Henryk Kornreich
- por. rez. Włodzimierz Ludwig
- por. rez. Karol Łopatkiewicz
- por. rez. Michał Przywara
- por. rez. Franciszek Sarnek
- por. rez. Michał Stepek
- por. rez. Karol Szczepanowski
- por. rez. dr Stanisław Tabisz
- ppor. rez. Stanisław Kogucki
- ppor. rez. Józef Przygodzki
- ppor. rez. Adam Ullmann
- kdt. rez. Emil Gaweł